# フェラーリ・412T1
フェラーリ412T1 (Ferrari 412T1) は、スクーデリア・フェラーリが1994年のF1世界選手権参戦用に開発したフォーミュラ1カー。1994年の開幕戦から最終戦まで実戦投入された。フェラーリとしてのコードナンバーは646。シーズン中盤の第7戦フランスGPより改良型の412T1Bが投入された。

## 412T1
412T1は、1気筒あたり4バルブのV12エンジンと横置き（Trasversale）ギヤボックスを搭載した1代目のマシン、から取られた。
1994年に向けて、ジョン・バーナードが設計したマシン。ハイテク装備禁止とレース中の燃料再給油解禁に対応してデザインされた。チタニウム板溶接構造の小型軽量ギアボックス、ピロボール・ジョイントを用いないサスペンション、サイドポンツーンのNACAダクト状のインテークなど革新的なマシンとしてデビューしたが、冷却系統に問題があり、第5戦スペインGPでインテークが一部拡大された。
シーズンイン前から溶接構造のギアボックスの精度不足に悩まされた。溶接での製作はギアボックスを極端に小型化したが、精度が低く、図面どおりの寸法にはなかなか製作できなかった。フロントサスペンションはピロボール・ジョイントを廃しサスアーム自体がモノコックに直に固定されていた。サスアームの根元を薄い板状としてこの部分をたわませることで動かしていた。フロントのショックユニットはダンパーとコイルスプリングを同軸に配置せず並列に並べたユニークなものだった。
バーナードの前作であるベネトン・B191に似たハイノーズなど空力にもバーナードの個性が強く出ていた。
レギュラードライバーのジャン・アレジが開幕戦後のテストで負傷。第2戦パシフィックGPと第3戦サンマリノGPは代役としてニコラ・ラリーニが出場し、サンマリノGPで自身唯一の表彰台(2位)を獲得した。
アレジの負傷を始め、ローランド・ラッツェンバーガー、アイルトン・セナの事故死など重大事故が続発したため、スペインGP以降車両規定が変更された。ディフューザーは左右部分が小型化され、ラム圧減少のためエンジンカバーに穴が開口された。

### スペック

#### シャーシ
- シャーシ名 412T1
- 全長 4,495.5 mm
- 全幅 1,995 mm
- 全高 995 mm
- ホイールベース 2,950 mm
- 前トレッド 1,690 mm
- 後トレッド 1,605 mm
- クラッチ AP
- ブレーキキャリパー ブレンボ
- ブレーキディスク・パッド ブレンボ
- ホイール BBS
- タイヤ グッドイヤー

#### エンジン
- エンジン名 フェラーリ Tipo 043 (E4A-094)
- 気筒数・角度 V型12気筒・65度
- 排気量 3,497cc
- スパークプラグ チャンピオン
- 燃料 アジップ
- 潤滑油 アジップ

## 412T1B
グスタフ・ブルナーがサンマリノGP後のレギュレーション改訂に対応して改修を行い、第7戦フランスGPからBスペック (412T1B) が登場した。サイドポンツーンは初期のコンセプトを捨て、前方を切り落としたような形状となった。また、サスペンションもコンベンショナルなピロボール・ジョイントを用いた物になった。第8戦イギリスGPからバンク角度を75度まで拡大した改良型Tipo 043エンジンを投入した。
初期の直付のサスアームはいわゆる「ガタ」を嫌って採用されたものだが、サス作動部自体が金属の板でバネ性をもつため、セッティングが決まりにくい（スプリングを変更してもサスの硬さが変わりにくい）という欠点があり、変更された。
高速コースではエンジンパワーを発揮し、第9戦ドイツGPでは久々に予選フロントローを独占。ゲルハルト・ベルガーがポールポジションから独走し、フェラーリに3年半ぶりの勝利をもたらした。第12戦イタリアGPでも再び予選フロントローを独占し、初ポールポジションのアレジが首位を走行したが、ピットインした際ギアボックスが故障して初優勝を逃した。
実戦的な改良を続けたことで後半戦活躍したものの、中低速のテクニカルコースでは苦戦し、エンジンやギアボックスの信頼性不足を克服することはできなかった。
ブルナーは2年後のインタビューで、「はっきり言ってしまえば、412T1Bは私のマシンだよ。シーズン開幕当初は逆に、私が改良を加えるなんてことは一切禁止されていたんだ。でもミスター・バーナードは非常に優れたデザイナーだから、翌年のマシン設計に忙しかったんだよ。彼はとても多くの業務を抱えていたから私が412T1を改良することになったんだ。」と経緯を述べている。

### スペック

#### シャーシ
- シャーシ名 412T1B
- 全長 4,495.5 mm
- 全幅 1,995 mm
- 全高 995 mm
- ホイールベース 2,950 mm
- 前トレッド 1,690 mm
- 後トレッド 1,605 mm
- クラッチ AP
- ブレーキキャリパー ブレンボ
- ブレーキディスク・パッド ブレンボ
- ホイール BBS
- タイヤ グッドイヤー

#### エンジン
- エンジン名 フェラーリ Tipo 043 (E5A-094)
- 気筒数・角度 V型12気筒・75度
- 排気量 3,497cc
- スパークプラグ チャンピオン
- 燃料 アジップ
- 潤滑油 アジップ

## 記録
| 年   | マシン | No. | ドライバー | 1   | 2   | 3   | 4   | 5   | 6   | 7   | 8   | 9   | 10  | 11  | 12  | 13  | 14  | 15  | 16  | ポイント | ランキング |
| 年   | マシン | No. | ドライバー | BRA | PAC | SMR | MON | ESP | CAN | FRA | GBR | GER | HUN | BEL | ITA | POR | EUR | JPN | AUS | ポイント | ランキング |
| ---- | ------ | --- | ---------- | --- | --- | --- | --- | --- | --- | --- | --- | --- | --- | --- | --- | --- | --- | --- | --- | -------- | ---------- |
| 1994 | 412T1  | 27  | アレジ     | 3   | INJ | INJ | 5   | 4   | 3   |     |     |     |     |     |     |     |     |     |     | 42       | 3位        |
| 1994 | 412T1  | 27  | ラリーニ   |     | Ret | 2   |     |     |     |     |     |     |     |     |     |     |     |     |     | 42       | 3位        |
| 1994 | 412T1  | 28  | ベルガー   | Ret | 2   | Ret | 3   | Ret | 4   |     |     |     |     |     |     |     |     |     |     | 42       | 3位        |
| 1994 | 412T1B | 27  | アレジ     |     |     |     |     |     |     | Ret | 2   | Ret | Ret | Ret | Ret | Ret | 10  | 3   | 6   | 42       | 3位        |
| 1994 | 412T1B | 28  | ベルガー   |     |     |     |     |     |     | 3   | Ret | 1   | 12  | Ret | 2   | Ret | 5   | Ret | 2   | 42       | 3位        |

- 太字はポールポジション、斜字はファステストラップ、INJは負傷欠場。(key)